# Hasan Eren
Hasan Eren (ur. 15 marca 1919, Widin, Bułgaria, zm. 26 maja 2007, Ankara, Turcja) – turecki językoznawca-turkolog. Eren, mimo że urodzony w Bułgarii, pochodził z rodziny czysto tureckiej: matka miała na imię Mahmure, ojciec – Mustafa Nuri.
Szkołę podstawową, gimnazjum i liceum ukończył w mieście rodzinnym. Uwagę na niego zwrócił węgierski turkolog Gyula Németh w czasie swoich badań terenowych w Bułgarii w połowie lat 30. XX w. i doprowadził do tego, że młody Eren w roku 1938 immatrykulował się na filologii tureckiej na Uniwersytecie Budapeszteńskim. Równocześnie uczęszczał na zajęcia mongolistyczne i doskonalił swój węgierski. Doktorat uzyskał w 1942 r., habilitację w 1946 r.
W 1948 r. przejechał do Ankary, gdzie został zatrudniony jako turkolog na Uniwersytecie Ankarskim. Wkrótce potem dostanie też drugą posadę – będzie zajmował się kwestiami leksykologii w Tureckim Towarzystwie Językoznawczym (tur. Türk Dil Kurumu); w latach 1983–1993 będzie zresztą przewodniczącym tego Towarzystwa. Od 1985 r. jest też naczelnym redaktorem encyklopedii Türk Ansiklopedisi.
Pomimo wyjazdu do Turcji Eren nie zerwał więzów emocjonalnych z Węgrami. Wręcz przeciwnie, w kręgach turkologów był znany ze swoich sympatii i nieustającego promowania Węgier i nauki węgierskiej. Toteż zrozumiałe było, że otrzymał szereg odznaczeń na Węgrzech od rozmaitych instytucji, a uhonorowaniem tych zaszczytów było wręczenie mu przez prezydenta Węgier krzyża zasługi (24.06.2000).
Głównym polem badawczym Erena była leksykologia. Książką, z której był chyba najbardziej dumny, był jego słownik etymologiczny języka tureckiego Türk Dilinin Etimolojik Sözlüğü.